# Joachim Duflot
Pour les articles homonymes, voir Duflot.
Joachim Duflot, né en 1807 à Lyon et mort le 22 octobre 1866 dans le 9e arrondissement de Paris, est un écrivain, journaliste et auteur dramatique français.

## Biographie
Rédacteur dans divers organes de presse dont La Fronde (1837), Le Lutin et Le Figaro (1858), directeur de la salle de théâtre L'Entracte Lyonnais, ses pièces ont été représentées sur les plus grandes scènes parisiennes du XIXe siècle : Théâtre du Vaudeville, Théâtre des Variétés, Théâtre des Folies-Dramatiques, etc.

## Œuvres
- Le Nouveau ministère, drame en 4 tableaux historiques et en vers, avec Roche, 1829
- Le Bal de l'avoué, ou les Quadrilles historiques, comédie-vaudeville en 2 actes, avec Roche et Emmanuel Théaulon, 1830
- La Mariée à l'encan, ou le Gentil faucheur, tableau villageois en un acte, avec Roche et Théaulon, 1830
- Les Trois couchées, ou l'Amour en poste, comédie-vaudeville en 3 actes, avec Roche, 1830
- Les Appartemens à louer, vaudeville en 1 acte et en 5 tableaux, avec Eugène Roche, 1832
- Sous Constantine, à-propos-vaudeville en 1 acte, mêlé de couplets, avec de Lamerlière, 1837
- Mazagran ou Les 123, à propos militaire en 3 parties, avec Eugène de Lamerlière, 1840
- Sous le masque, comédie en 1 acte, en vers, 1849
- Un banquier comme il y en a peu, comédie-vaudeville en 1 acte, avec Nérée Desarbres, 1853
- Madame est de retour, comédie proverbe en 1 acte, avec Desarbres, 1853
- La Maîtresse du mari, comédie mêlée de chant, avec Desarbres, 1854
- Un enfant du siècle, pièce en 3 actes, avec Paulin Deslandes, 1856
- Les Ouvrières de qualité, vaudeville en un acte, avec Julien Nargeot, 1857
- Une femme à la mode... de Caen, vaudeville en 1 acte, avec Desarbres, 1857
- Deux hommes pour un placard, vaudeville en 1 acte, avec Desarbres, 1860
- Les Vieux !, chanson, musique de Victor Parizot, 1862

Autres
- Dictionnaire d'amour, études physiologiques, Comon, 1846
- L'Inquiétude. L'aubade espagnole. Les cloches du presbytère. La Milanaise., Chaix, 1852
- On n'est pas parfait, chansonnette, musique de Ernest Boulanger, 1862
- Les Jours aimés !, mélodie, poésie de Joachim Duflot, musique de Alfred Quidant, 1863
- Les Secrets des coulisses des théâtres de Paris. Mystères, mœurs, usages, anecdotes, préface de Jules Noriac, Lévy frères, 1865